# Chelifera thaica
Chelifera thaica är en tvåvingeart som beskrevs av Horvat 2002. Chelifera thaica ingår i släktet Chelifera och familjen dansflugor.
Artens utbredningsområde är Thailand. Inga underarter finns listade i Catalogue of Life.